# Chica (Sáhara)
Chica (en árabe: تشيكا‎, en lenguas bereberes: ⵜⵛⵉⴽⴰ en francés: Tchika) es una localidad del Sáhara Occidental controlada por Marruecos, en la provincia de Río de Oro. Hasta 1976 perteneció al Sahara español.